# Campeonato Mundial de Atletismo em Pista Coberta de 2012 - Pentatlo feminino
A prova do pentatlo feminino do Campeonato Mundial de Atletismo em Pista Coberta de 2012 foi disputada no dia 9 de março na Ataköy Athletics Arena em Istambul, Turquia.

## Recordes
Antes desta competição, os recordes mundiais e do campeonato nesta prova eram os seguintes:
|    | Nome          | Nacionalidade | Pontos   | Local  | Data                    |
| -- | ------------- | ------------- | -------- | ------ | ----------------------- |
| WR | Irina Belova  | CEI           | 4991 pts | Berlim | 15 de fevereiro de 1992 |
| CR | Jessica Ennis | Reino Unido   | 4937 pts | Doha   | 13 de março de 2010     |

## Medalhistas
| Ouro                     | Prata               | Bronze               |
| Nataliya Dobrynska (UKR) | Jessica Ennis (GBR) | Austra Skujytė (LTU) |

## Cronograma
| Data        | Hora  | Evento                  |
| ----------- | ----- | ----------------------- |
| 9 de março  | 11:25 | 60 metros com barreiras |
| 9 de março  | 12:05 | Salto em altura         |
| 9 de março  | 13:45 | Arremesso de peso       |
| 9 de março  | 17:05 | Salto em distância      |
| 9 de março  | 19:35 | 800 m                   |
| 10 de março | 19:35 | Classificação final     |

## Resultados

### 60 metros com barreiras
| Colocação | Raa | Atleta               | Nacionalidade | Tempo | Pontos | Notas  |
| --------- | --- | -------------------- | ------------- | ----- | ------ | ------ |
| 1         | 5   | Jessica Ennis        | Reino Unido   | 7,91  | 1150   |        |
| DSQ       | 3   | Tatiana Czernowa     | Rússia        | 8,29  | 1064   | Doping |
| 2         | 6   | Natala Dobrynśka     | Ucrânia       | 8,38  | 1044   |        |
| 3         | 2   | Hanna Melnyczenko    | Ucrânia       | 8,45  | 1028   |        |
| 4         | 1   | Karolina Tymińska    | Polónia       | 8,52  | 1013   |        |
| 5         | 7   | Austra Skujytė       | Lituânia      | 8,57  | 1002   | PB     |
| 6         | 4   | Jekatierina Bolszowa | Rússia        | 8,62  | 991    |        |
| 7         | 8   | Jana Maksimawa       | Bielorrússia  | 8,80  | 952    |        |

### Salto em altura
| Colocação | Atleta               | Nacionalidade | Altura | Pontos | Notas | Pontuação geral 2/5 |
| --------- | -------------------- | ------------- | ------ | ------ | ----- | ------------------- |
| 1         | Austra Skujytė       | Lituânia      | 1,90   | 1106   | PB    | 2108                |
| 1         | Jana Maksimawa       | Bielorrússia  | 1,90   | 1106   | PB    | 2058                |
| 3         | Jessica Ennis        | Reino Unido   | 1,87   | 1067   |       | 2217                |
| 4         | Jekatierina Bolszowa | Rússia        | 1,87   | 1067   |       | 2058                |
| 5         | Natala Dobrynśka     | Ucrânia       | 1,84   | 1029   | SB    | 2073                |
| 6         | Hanna Melnyczenko    | Ucrânia       | 1,84   | 1029   | SB    | 2057                |
| DSQ       | Tatiana Czernowa     | Rússia        | 1,84   | 1029   | SB    | 2093 Doping         |
| 7         | Karolina Tymińska    | Polónia       | 1,72   | 879    | SB    | 1892                |

### Arremesso de peso
| Resultado | Atleta               | Nacionalidade | #1    | #2    | #3    | Resultado | Pontos | Notas | Pontuação geral 3/5 |
| --------- | -------------------- | ------------- | ----- | ----- | ----- | --------- | ------ | ----- | ------------------- |
| 1         | Natala Dobrynśka     | Ucrânia       | 15.25 | 16.11 | 16.51 | 16.51     | 962    | SB    | 3035                |
| 2         | Austra Skujytė       | Lituânia      | 15.19 | 16.26 | 16.03 | 16.26     | 946    |       | 3054                |
| 3         | Jana Maksimawa       | Bielorrússia  | x     | 14.28 | 14.85 | 14.85     | 851    |       | 2909                |
| 4         | Jessica Ennis        | Reino Unido   | 13.89 | 14.39 | 14.79 | 14.79     | 847    | PB    | 3064                |
| 5         | Karolina Tymińska    | Polónia       | 14.68 | 14.27 | x     | 14.68     | 839    |       | 2731                |
| DSQ       | Tatiana Czernowa     | Rússia        | 13.90 | x     | x     | 13.90     | 787    | SB    | 2880 Doping         |
| 6         | Hanna Melnyczenko    | Ucrânia       | 12.41 | 13.04 | 13.29 | 13.29     | 747    |       | 2804                |
| 7         | Jekatierina Bolszowa | Rússia        | 10.54 | 12.07 | x     | 12.07     | 666    |       | 2724                |

### Salto em distância
| Colocação | Atleta               | Nacionalidade | #1   | #2   | #3   | Resultado | Pontos | Notas | Pontuação geral 4/5 |
| --------- | -------------------- | ------------- | ---- | ---- | ---- | --------- | ------ | ----- | ------------------- |
| 1         | Natala Dobrynśka     | Ucrânia       | 6.41 | X    | 6.57 | 6.57      | 1030   | SB    | 4065                |
| 2         | Jekatierina Bolszowa | Rússia        | 6.52 | X    | 6.25 | 6.52      | 1014   | PB    | 3738                |
| 3         | Karolina Tymińska    | Polónia       | X    | 6.49 | 6.34 | 6.49      | 1004   |       | 3735                |
| 4         | Hanna Melnyczenko    | Ucrânia       | X    | 6.27 | X    | 6.27      | 934    |       | 3738                |
| DSQ       | Tatiana Czernowa     | Rússia        | 6.22 | X    | 6.25 | 6.25      | 927    |       | 3807 Doping         |
| 5         | Austra Skujytė       | Lituânia      | 6.24 | 6.12 | 6.16 | 6.24      | 924    |       | 3978                |
| 6         | Jessica Ennis        | Reino Unido   | 6.19 | 6.18 | X    | 6.19      | 908    |       | 3972                |
| 7         | Jana Maksimawa       | Bielorrússia  | X    | X    | 5.80 | 5.80      | 780    |       | 3698                |

### 800 metros
| Colocação | Atleta               | Nacionalidade | Tempo   | Pontos | Notas     |
| --------- | -------------------- | ------------- | ------- | ------ | --------- |
| 1         | Jessica Ennis        | Reino Unido   | 2:08.09 | 993    | PB        |
| 2         | Karolina Tymińska    | Polónia       | 2:08.25 | 990    | SB        |
| 3         | Natala Dobrynśka     | Ucrânia       | 2:11.15 | 948    | PB        |
| DSQ       | Tatiana Czernowa     | Rússia        | 2:13.23 | 918    | SB Doping |
| 4         | Jana Maksimawa       | Bielorrússia  | 2:14.25 | 903    | PB        |
| 5         | Jekatierina Bolszowa | Rússia        | 2:14.43 | 901    |           |
| 6         | Hanna Melnyczenko    | Ucrânia       | 2:15.53 | 885    |           |
| 7         | Austra Skujytė       | Lituânia      | 2:19.99 | 824    | SB        |

### Classificação final
| Colocação         | Atleta               | Nacionalidade | Pontos |           |
| ----------------- | -------------------- | ------------- | ------ | --------- |
| Medalha de ouro   | Natala Dobrynśka     | Ucrânia       | 5013   | WR        |
| Medalha de prata  | Jessica Ennis        | Reino Unido   | 4965   | NR        |
| Medalha de bronze | Austra Skujytė       | Lituânia      | 4802   | NR        |
| 4.                | Karolina Tymińska    | Polónia       | 4725   | SB        |
| DSQ               | Tatiana Czernowa     | Rússia        | 4725   | SB Doping |
| 5.                | Jekatierina Bolszowa | Rússia        | 4639   |           |
| 6.                | Hanna Melnyczenko    | Ucrânia       | 4623   |           |
| 7.                | Jana Maksimawa       | Bielorrússia  | 4601   | PB        |

Legenda
| Recorde mundial       | Recorde mundial (World record)               |                       | Recorde africano                      | Recorde africano (African) |                                           | Q | Classificado por posição (Qualified) |
| Recorde do campeonato | Recorde do campeonato (Championship record)  | Recorde da América    | Recorde da América (Americas)         | q                          | Classificado por melhor tempo (Qualified) |   |                                      |
| Melhor marca do ano   | Melhor marca do ano (World leading)          | Recorde asiático      | Recorde asiático (Asian)              | DNS                        | Não largou (Did not start)                |   |                                      |
| Recorde nacional      | Recorde nacional (National record)           | Recorde europeu       | Recorde europeu (European)            | DNF                        | Não terminou (Did not finish)             |   |                                      |
| Recorde pessoal       | Recorde pessoal do atleta (Personal best)    | Recorde da Oceania    | Recorde da Oceania (Oceania)          | DSQ / DQ                   | Desclassificado (Disqualified)            |   |                                      |
| Recorde da temporada  | Recorde da temporada do atleta (Season best) | Recorde sul-americano | Recorde sul-americano (South America) | NM                         | Sem marca (No mark)                       |   |                                      |